# Ottersbachtal
Das Ottersbachtal ist ein Tal in der Gemeinde Eitorf im nordrhein-westfälischen Rhein-Sieg-Kreis. Der namensgebende Ottersbach ist ein rechter Nebenlauf der Sieg. Im Ottersbachtal liegen die Orte Rankenhohn, Kreisfeld, Ober-, Mittel- und Niederottersbach, Wilbertzhohn, Köttingen, Kehlenbach und Halft der Gemeinde Eitorf. Das linke Bachufer gehört teilweise zu den Windecker Ortsteilen Altenherfen, Lüttershausen, Rieferath und Ringenstellen. Diese liegen im Tal des Rieferather Baches, der bei Niederottersbach in den Ottersbach mündet.
Die durch den Ottersbach betriebenen Mühlen in Kreisfeld, Niederottersbach und Halft sind heute außer Betrieb. 1644 wird in einer Urkunde auf eine 1636 im Dreißigjährigen Krieg untergegangene Ölmühle oberhalb des Wissbonnes verwiesen. Als deren Besitzer wurden Junker Adolf Quadt zu Isengarten, Jan Lambertz Erben aus Wissbonnen und letztlich Henrich Khoengen zu Halft genannt.
Die Ortschaften im Ottersbachtal sind heute durch eigenes Vereinsleben miteinander verbunden, dessen Höhepunkt der Ottersbacher Erntedankzug ist, dem einzigen in der Gemeinde Eitorf. Mit den Ortschaften der Herchener Höhe wird der Fußballverein SV Höhe getragen, der auch Jugendmannschaften unterhält.

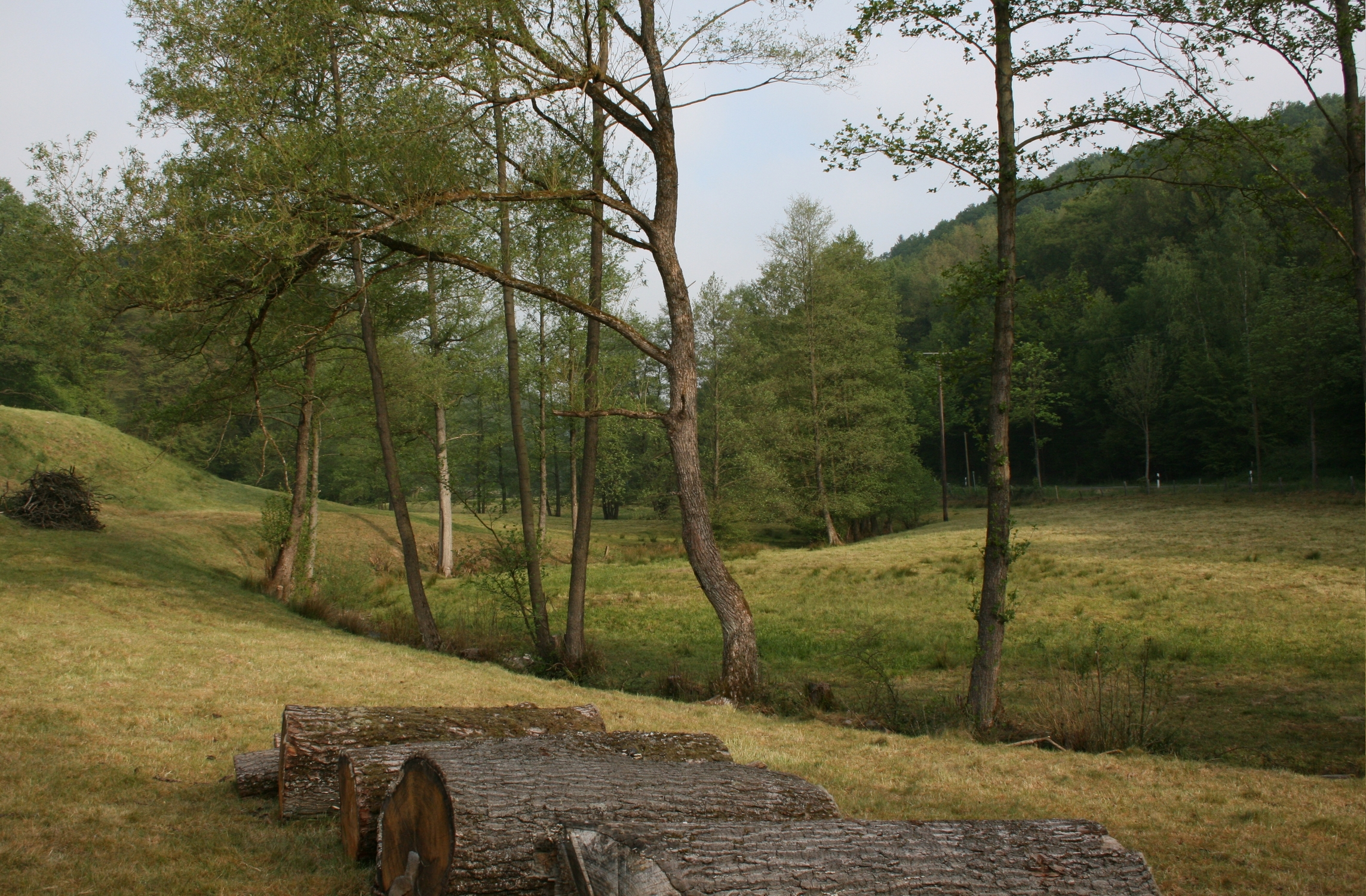
Der Ottersbach bei Mittelottersbach
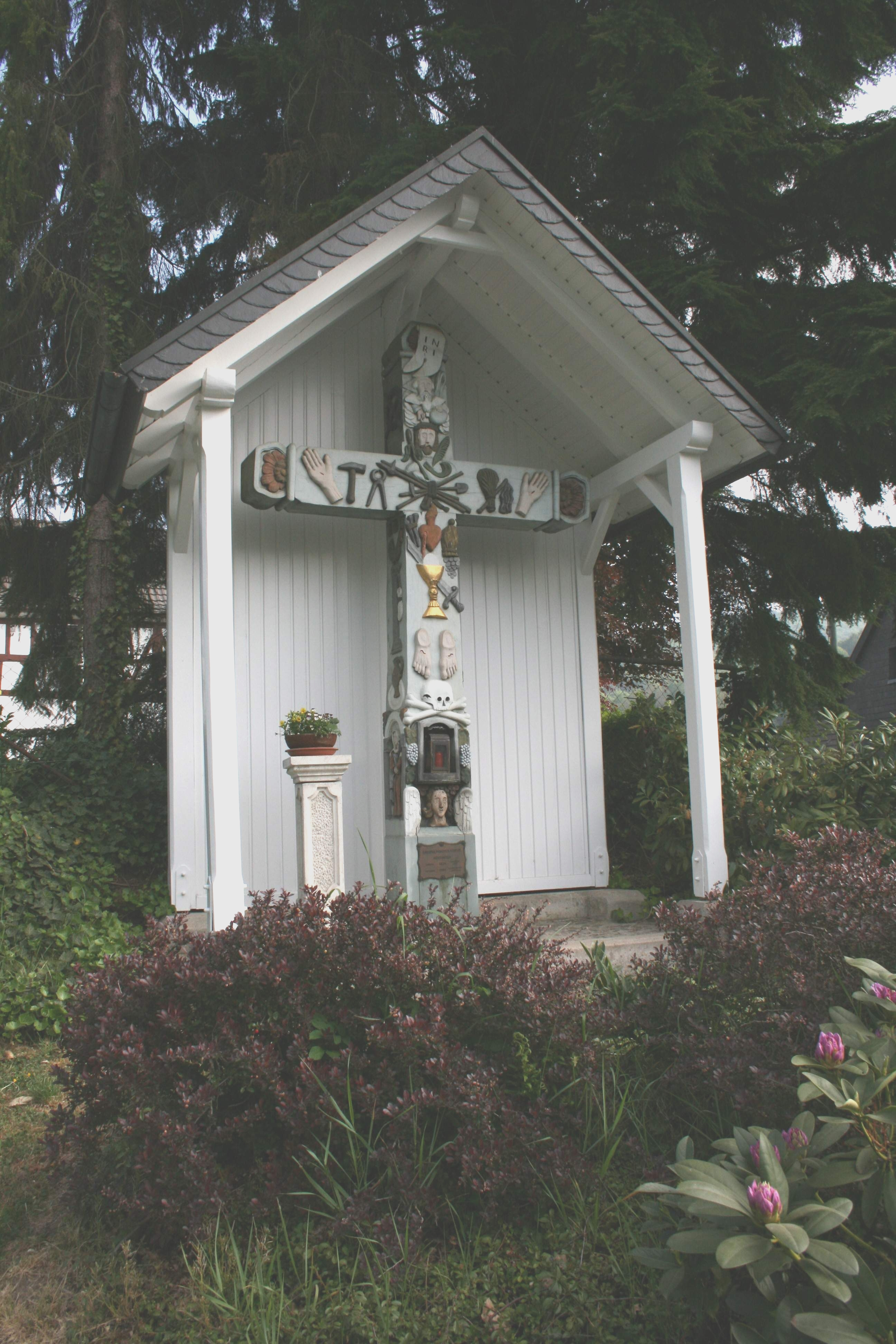
Das Dreifaltigkeitskreuz im Ortsteil Köttingen
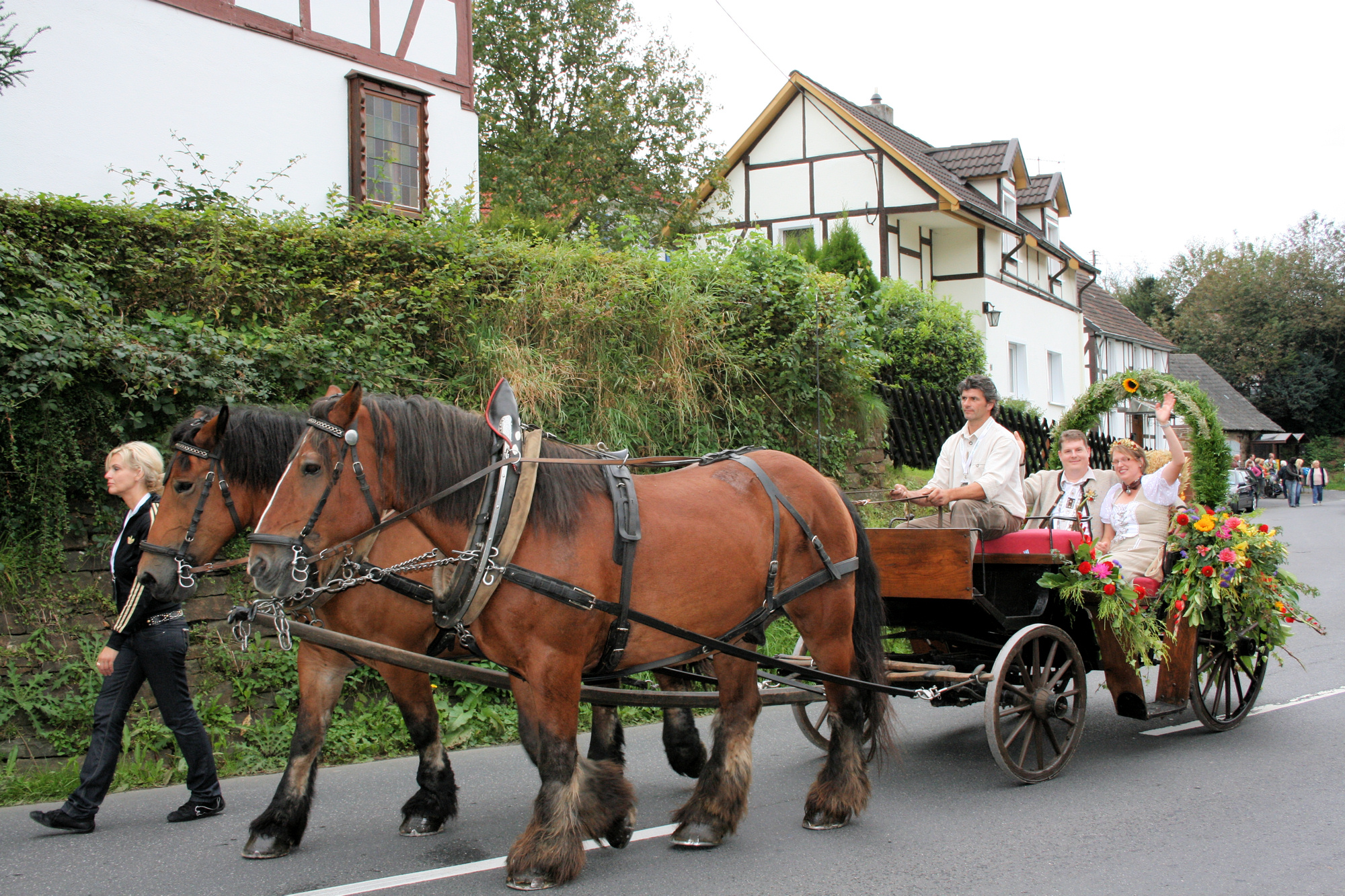
Das Erntepaar 2007